# Aloys Van de Vyvere
Aloys Jean Maria Joseph Van de Vyvere (Tielt, 8 juni 1871 - Parijs, 22 oktober 1961) was een Belgisch katholiek volksvertegenwoordiger en minister.

## Levensloop
Hij was een zoon van Jean-Baptiste van de Vyvere en van Marie-Valérie Sierens en trouwde in 1894 met Marie-Louise de Neeff (1870-1926). Hij hertrouwde in 1931 met Nydia Merten (1910-1995). Uit het eerste huwelijk had hij vijf kinderen en hij had nog een dochter uit het tweede. In 1931 werd hij in de Belgische erfelijke adel opgenomen met de bij eerstgeboorte overdraagbare titel van burggraaf.
In zijn studententijd was hij geëngageerd op Vlaams en sociaal gebied. Na de Grieks-Latijnse humaniora in het Sint-Jozefscollege van Tielt, promoveerde hij tot doctor in de rechten en licentiaat in de thomistische wijsbegeerte aan de Katholieke Universiteit Leuven.
Hij vestigde zich in Gent als advocaat en werd politiek actief. In 1904 werd hij voor de Katholieke Partij provincieraadslid voor Oost-Vlaanderen en in 1907 gemeenteraadslid van Gent, waar hij van 1909 tot 1911 schepen was.
Van 1911 tot 1931 was Van de Vyvere lid van de Kamer van volksvertegenwoordigers voor het arrondissement Roeselare-Tielt. Binnen de Katholieke Partij genoot hij de steun van de Belgische Boerenbond.
In 1921 was hij medestichter van de Katholieke Unie, waarin hij de Katholieke Vlaamsche Landsbond vertegenwoordigde. Van 1927 tot 1928 was hij voorzitter van.

## Minister
In de periode van 1911 tot 1926 was Van de Vyvere verschillende malen minister. Hij was van 1911 tot 1912 minister van Landbouw en Openbare Werken, van 1912 tot 1914 minister van Spoorwegen in de regering-De Broqueville I en van 1914 tot 1918 minister van Financiën in de regering-De Broqueville I en de regering-Cooreman. Daarna was hij van 1920 tot 1924 minister van Economische Zaken in de regering-Carton de Wiart en de regering-Theunis I en van 13 mei tot 17 juni 1925 eerste minister en minister van Financiën. Zijn katholieke regering kwam tot stand in een periode van langdurige politieke crisis en werd al na enkele dagen ten val gebracht. Vervolgens was hij van 1925 tot 1926 minister van Landbouw in de regering-Poullet.
In 1918 werd hij tot minister van Staat benoemd. 

## Zakenleven
In 1931 verliet hij de politiek, waarna Van de Vyvere actief werd in het zakenleven. Hij was medestichter en tot aan zijn dood voorzitter van Petrofina, bestuurder en van 1934 tot 1954 voorzitter van Sofina, voorzitter van de Compagnie d'Anvers, bestuurder van de Caisse Privée en tot in 1938 gouverneur van de Nationale Maatschappij voor Krediet aan de Nijverheid.
Tijdens de Tweede Wereldoorlog verbleef hij in New York, waar hij de belangen van de Groep Sofina behartigde, alsook die van de Groep Hallet. Meer algemeen bekommerde hij zich om de belangen van de Belgische vennootschappen in het buitenland.
In 1925 werd hij de eerste voorzitter van de Vereniging van Maritieme Congressen. Hij zat de internationale congressen voor in Caïro, Venetië, Brussel, Lissabon en Rome. Hij bleef actief in deze vereniging tot in 1956 en werd tot erevoorzitter benoemd.

## Vlaamse kwesties
Vandevyvere was in zijn jeugdjaren bekend als flamingant. Hij werkte mee aan Vlaamsgezinde studentenbladen, zoals De Knodse en De Vlaamsche Vlagge. Hij was medestichter in Leuven van het Katholiek Vlaams Hoogstudentenverbond en van het tijdschrift Ons Leven. Samen met Pieter-Jozef Sencie richtte hij in 1891 de Sociale Studie- en Sprekersbond op, die de kennis van het Nederlands wilde bevorderen.
Als lid van het Belgisch oorlogskabinet in Le Havre, ijverde hij voor de verbetering van de positie van de Vlaamse frontsoldaten, door verplichte tweetaligheid op te leggen in de opleiding van officieren, door het publiceren van tweetalige ambtelijke mededelingen en door de aanwezigheid van Nederlandstalige officieren in elke compagnie.
In 1919 werd hij voorzitter van de Katholieke Kamergroep, wat hij bleef tot in 1920. Hij zette zich toen samen met Frans Van Cauwelaert en Alfons Van de Perre in om het zogenaamde 'minimumprogramma' van Vlaamse eisen te realiseren. Na in 1921 opnieuw minister te zijn geworden, zette hij zich in voor het wetsontwerp op het administratief taalgebruik, dat op 29 juli 1921 werd goedgekeurd. Van 1925 tot 1930 was hij voor een tweede keer voorzitter van de katholieke Kamergroep.
Vandevyvere was een groot voorstander van de vernederlandsing van de universiteit van Gent. De eerste stap hiertoe zette hij in 1923 door het doen goedkeuren van de wet-Pierre Nolf, die een ontdubbeling van de cursussen realiseerde. In 1929 volgde dan de volledige vernederlandsing. Hij weerhield er kardinaal Mercier van om in Antwerpen een concurrerende Nederlandstalige universiteit op te richten. In de plaats werd de katholieke Universiteit Leuven vanaf 1924 gesplitst in een Nederlandse en Franse universiteit. Voor de vernederlandsing was vooral een jeugdvriend van Vandevyvere actief, Monseigneur Pieter Jozef Sencie. Vandevyvere werd lid van de raad van bestuur van de universiteit en bleef dit tot aan zijn dood.

## Publicatie
- De Vlaamsche Interpellatie. Redevoeringen van A. Vande Vyvere, A. Van de Perre en F. Van Cauwelaert, 1920.